# Christian Gottfried Ehrenberg
Christian Gottfried Ehrenberg (Delitzsch, 19 d'abril de 1795 − Berlín 27 de juny de 1876), va ser un naturalista, zoòleg, botànic, anatomista, geòleg, i microscopista alemany, va ser un dels més famosos i productius científics de la seva època.

## Primeres col·leccions
Fill d'un jutge, Christian Gottfried Ehrenberg neix a Delitzsch, prop de Leipzig. Estudia primer Teologia a la Universitat de Leipzig, després medicina i ciències naturals a la Universitat Humboldt de Berlín i es fa amic del famós navegador Alexander von Humboldt.
A 1818, completa el seu doctorat amb una tesi en fungi,  Sylva mycologicae Berolinenses .
Entre 1820-1825, participa de l'expedició a l'Orient Mitjà amb el seu amic Wilhelm Hemprich, col·lectant milers d'espècimens de plantes i d'animals. Investiga parts d'Egipte, el desert de Líbia, el vall del Nil i les costes del nord del mar Roig, on fa un especial estudi dels coralls. També examina parts de Síria, Aràbia i Abissínia. Alguns resultats dels seus viatges i de les seves importants col·leccions es reporten per Humboldt el 1826.
Després del seu retorn, Ehrenberg publica diversos papers en insectes en coralls i dos volums  Symbelae physicae  (1828-1834), mostrant moltes particularitats de mamífers, ocells, insectes, etc. Altres observacions les comunica en societats científiques.

## Focus en organismes microscòpics
A 1827, Ehrenberg oposita i guanya la càtedra de professor de Medicina a la Universitat de Berlín.
A 1829 acompanya Alexander von Humboldt a través de l'est de Rússia cap a la frontera xinesa. A la tornada es concentra en estudis d'organismes microscòpics, que no havien estat sistemàticament estudiats.
Per prop de 30 anys Ehrenberg examina mostres d'aigua, sòl, sediment, pols, roca, i descriu milers de noves espècies, flagel·lats com Euglena, ciliats com  Paramecium aurelia  i  Paramecium caudatum , i molts fòssil és, en prop de 400 publicacions. Va estar particularment interessat en un grup unicel·lular de protistes anomenades diatomees, i també va estudiar, i va nomenar, moltes espècies de Radiolari.
Les seves investigacions van donar arrencada importants usos de les terres d'infusoris usats en el polit i altres propòsits econòmics; va afegir gran manera el coneixement sobre microorganismes de certes formacions geològiques, especialment de calcària, i d'acumulacions marines i d'aigua dolça. Fins Ehrenberg es desconeixia absolutament que considerables masses de roca es componien de diminutes formes d'animals o de plantes. Va demostrar que la fosforescència del mar es deu a organismes.
Va ser membre estranger de la Royal Society de Londres des de 1837. A 1839, guanya la Medalla Wollaston, el premi més famós de la Societat Geològica de Londres. Continua fins a molt avançada edat investigant organismes microscòpics del mar profund, i diverses formacions geològiques. Mor a Berlín el 27 de juny de 1876.

## Llegat
Després del seu decés, les seves col·leccions d'organismes microscòpics es dipositen en el Humboldt Museum a la "Universitat Humboldt de Berlín". La "Col·lecció Ehrenberg" es compon de 40.000 preparats microscòpics, 5.000 mostres, 3.000 dissenys a tinta i llapis, i correspondència propera a 1.000 cartes.
També va ser el primer guanyador de la Medalla Leeuwenhoek a 1877.
En la seva localitat natal, Delitzsch, el Col·legi de Nivell A, el "Ehrenberg-Gymnasium" va ser nomenat en el seu honor. I el millor alumne de cada any rep el "Premi Ehrenberg" i una beca.

## Algunes publicacions
- Reisen in Aegypto, Libyan, Nubian und Dongala.  Mittler, Berlin, Posen, Bromberg 1.828
- Beitrag zur Characteristik der nordafrikanischen Wüste.  Schade, Berlin 1.827
- Sylva mycologicae Berolinensis.  Bruschcke, Berlin 1.818
- La seva col·lecció (amb planxes de  Mikrogeologie , 1854) està en línia del  Museum für Naturkunde ,  Humboldt-Universität
- Die Infusionsthierchen als vollkommene Organismes . 2 vols., Leipzig, 1838
- Mikrogeologie . 2 vols., Leipzig, 1854
- "Fortsetzung der mikrogeologischen Studien", in  Abhandlungen der Königlichen Akadademie der Wissenschaft . Berlín, 187
- Aufbau von Bacillarien-Wänden. 1.872
- Gedächtnissrede auf Alexander von Humboldt.  Oppenheim, Berlin 1.870
- Gedächtnissrede gehalten am 3. August 1856.  Berlin 1.856
- Über die Stellung der Universitäten im Staaten.  Berlin 1.856